# Gaetano Chiaromonte
Gaetano Chiaromonte (Salerno, 1872. március 19. – Nápoly, 1962. november 7.) olasz szobrász és festő.

## Élete
Az 1872. március 19-én Salernóban született Gaetano Chiaromonte, akit a művészeti világban Taniello néven ismertek. Hosszú művészi pályafutású szobrász volt, olyannyira, hogy egyes korabeli kritikusok Luca Giordanóhoz hasonlították. Kiemelkedik sokoldalúságával a legváltozatosabb anyagok megformálásában a márványtól a terrakottáig, a gipsztől mindenekelőtt a bronzig. A művészet fia, mindössze kilencévesen kezdett rajzleckéket venni, majd Stanislao Listát követve beiratkozott a nápolyi Képzőművészeti Akadémiára. Itt maga Lista és Tommaso Solari tanulmányait követte, akiktől ihletet merített első műveinek monumentalitásához. Tizennyolc évesen kiállított az 1890-es nápolyi Promotricén, erős monumentalitásérzékkel, valamint határozott és korrekt tervezéssel. 1903-ban megbízást kapott a Rózsafüzér királynője-szobor elkészítésére a Rózsafüzér Királynője-bazilika pompei szentély számára. A 20. század első évtizedében a szecesszió finomítása inspirálta, először New Yorkba, majd Caracasba ment, ahol két rendkívül igényes köztéri alkotást készített: a Venezuela függetlenségéért elesettek emlékművét és egy Kolumbusz Kristóf-bronzszobrot. 1903-ban megbízták Salerno vértanúi emlékművének elkészítésével a salernói Corso Garibaldin.

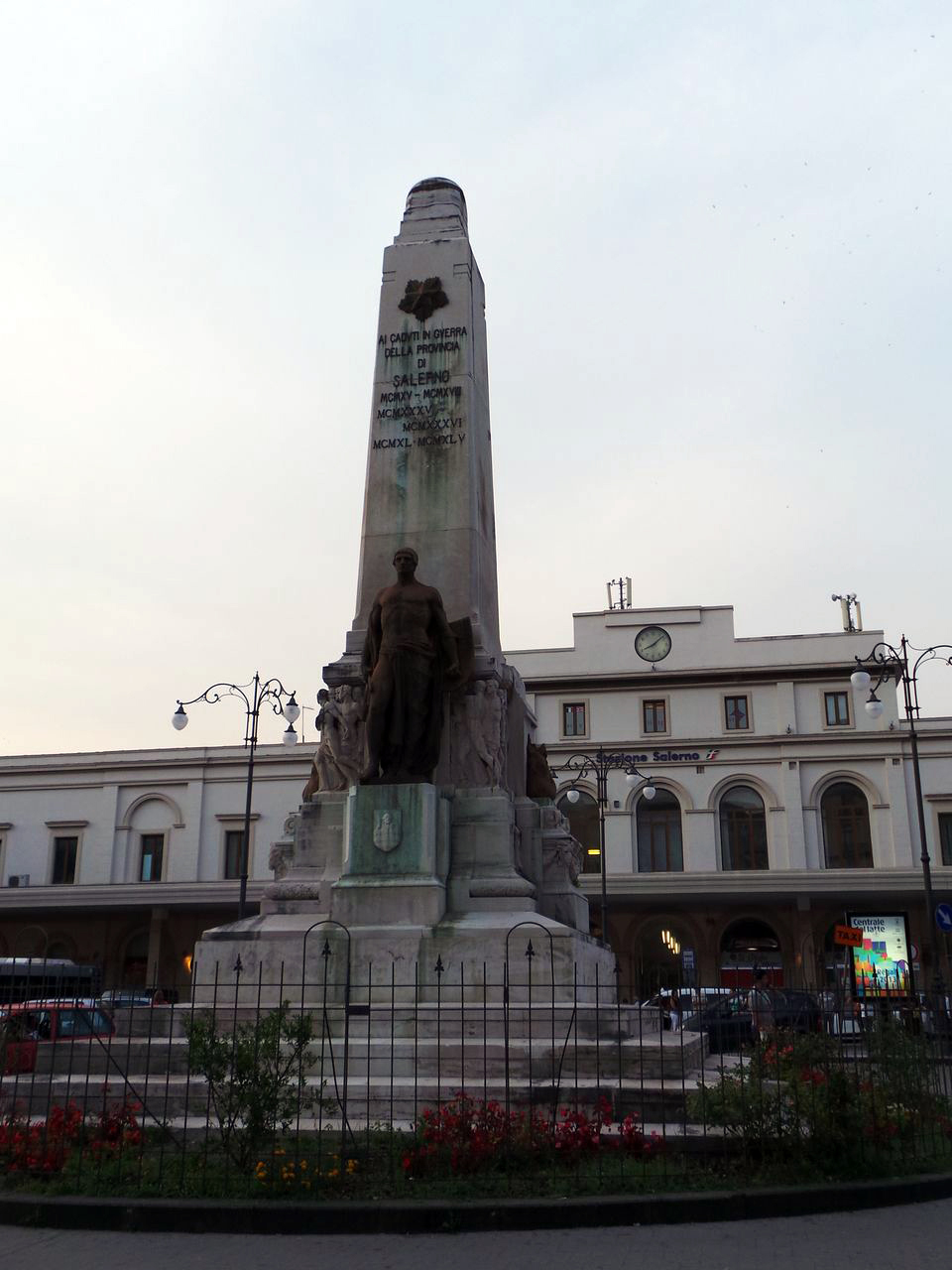
A Nagy Háborúban elesettek emlékműve Salerno tartományban, a Piazza Vittorio Venetón Salernóban

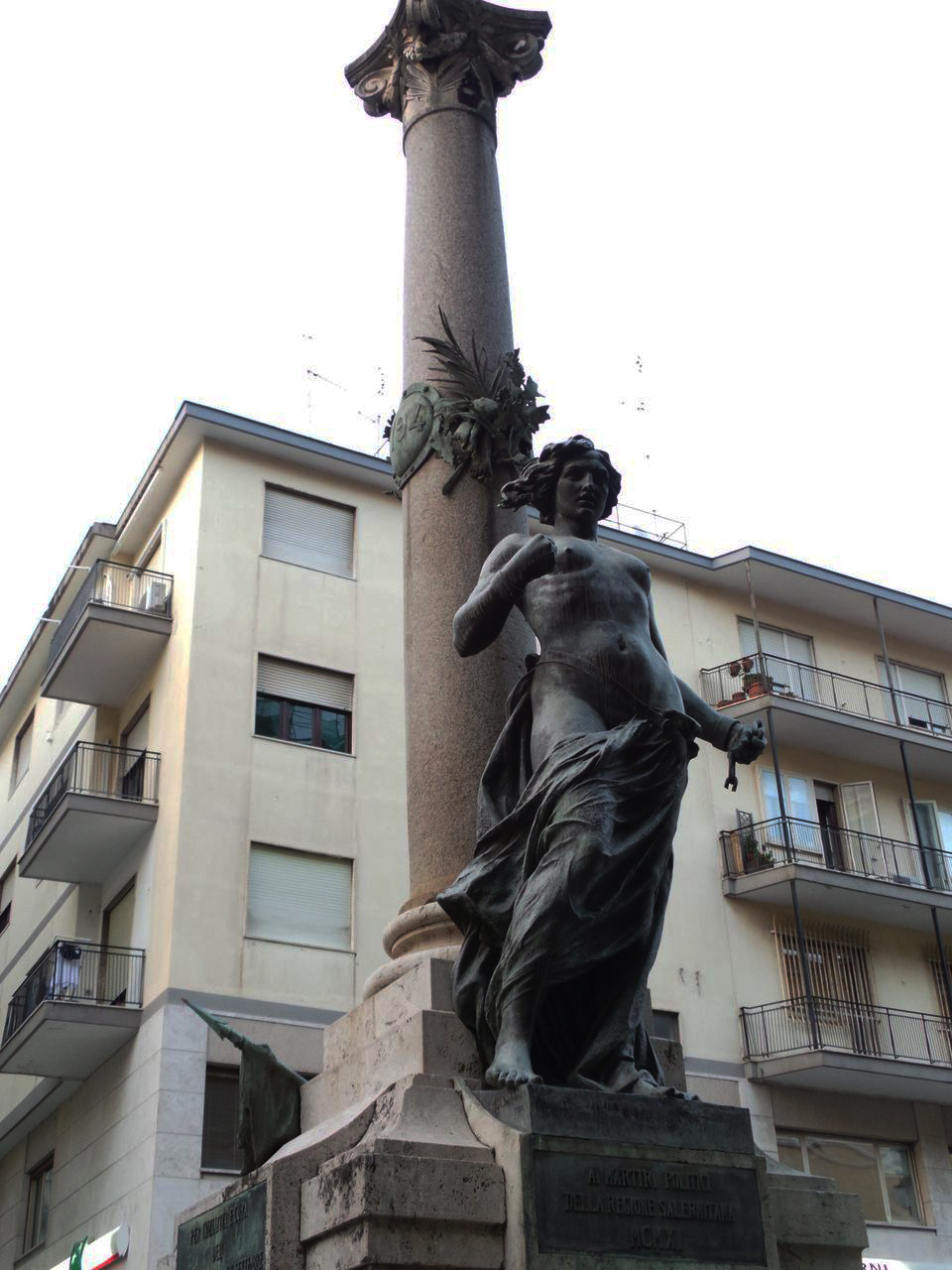
A Salerno Régió Politikai Mártírjainak emlékműve MCMXI, Szabadság-szoborként ismert a salernói Corso Garibaldin

Az 1912-ben felavatott alkotás egy ősi gránitoszlop, amelynek lábánál egy félmeztelen nő áll, jelképezve a zsarnokság láncait elszakító Szabadságot. 1906-ban a párizsi Salonban állított ki nagy sikerrel, 1908 januárjában pedig megnyerte a római Vittoriano Sommoportico Campania számára kitűzött versenyt. 1911-ben készített néhány nagy méretű bronzmunkát (5 m magas) szfinxszekkel, amelyek az új Panamai Egyetem homlokzatát díszítik. 1923-ban befejezte a háborús emlékművet Salernóban, a Piazza Ferrovián (ma Piazza Vittorio Veneto), amelyet III. Viktor Emánuel olasz király avatott fel, aki az Olasz Korona Lovagrendjét adományozta neki. 1926-ban a nápolyi Királyi Képzőművészeti Akadémia professzora lett, és miután a városba költözött, megszilárdította együttműködését a Chiurazzi Öntödével. Műszaki igazgatóként felügyelte az Uruguayban felállított Artigas tábornok lovas szobrának elkészítését, amelyet Angelo Zanelli szobrász alkotott.
Egyik utolsó nagyszabású alkotása 1937-ből származik: a bronzból készült, helytörténeti tárgyú féldomborművek a salernói palota homlokzatára. A második világháború alatt a Chiurazzi Öntöde nagy nehézségeken ment keresztül, de bár a németek megszállták, a család egyik férfitagja gazdasági elkötelezettségének köszönhetően sikerült megmenteni a termelést. Más salernói munkák után 1957-ben a nyolcvanöt éves Chiaromonte életkora miatt abbahagyta a munkát.
Pályafutása 1961-ben ért véget, abban az évben, amikor a Nápolyi Mérnöki Művészeti Klub (Giuseppe Caravita Principe di Sirignano Museum) egyéni kiállítást szentelt neki. 1962. november 7-én Nápolyban halt meg.
A hagyomány szerint ő maga semmisítette meg nagy műveinek összes öntvényét, s csak kisebb műveit hagyta örököseire.

## Művei részleges listája
- Művei a panamai egyetemen, 1911
- Emlékmű a salernói régió politikai mártírjainak MCMXI, Salerno, 1912
- A cippusi elesettek emlékműve,[3] Montecorvino Rovella (SA), 1925
- Robert Guiscard: VII. Gergely pápa belépése Salernóba, A föld termékenysége (bronz domborművek) Salerno, 1934
- Giovanni Cuomo mellszobra, Salerno, 1949
- Clemente Mauro mellszobra, Salerno, 1949
- Giovanni Amendola szobra, Salerno, 1951
- Achille d'Orsi portréja, Nápoly, 1930 ,
- Carlo Pisacane emlékműve, Sapri, 1933

## Fordítás
- Ez a szócikk részben vagy egészben  a   Gaetano Chiaromonte című olasz Wikipédia-szócikk ezen változatának fordításán alapul.  Az eredeti cikk szerkesztőit annak laptörténete sorolja fel. Ez a jelzés csupán a megfogalmazás eredetét és a szerzői jogokat jelzi, nem szolgál a cikkben szereplő információk forrásmegjelöléseként.

## Bibliográfia
- Enrico Giannelli:  Artisti napoletani viventi. Pittori, Scultori ed Architetti. Napoli: Tipografia Melfi e Joele, 541-542. o. (1916)
- Matilde Romito:  Una statua in terracotta di Gaetano Chiaromonte. Per una Sezione di Scultura dei Musei Provinciali del Salernitano. Salerno: Provincia di Salerno - Assessorato ai Beni e alle Attività Culturali (2005)
- Pio Baldi-Emanuele Catone-Antonella Chiaromonte:  La Campania e la Grande Guerra. I Monumenti ai Caduti della Provincia di Salerno. Gangemi Editore (2009). ISBN 9788849290431
- Marco Lombardi:  Gaetano Chiaromonte. Scultore salernitano. Ediz. illustrata. Saletta dell'Uva (2022). ISBN 9788861330177